# 迈克尔·斯通布雷克
迈克尔·斯通布雷克（英語：Michael Stonebraker，1943年10月11日—），美国计算机科学家，研究领域为数据库。通过一系列学术原型以及初步的商业化，斯通布雷克在关系数据库方面的研究结果对现今市场上的产品有很深的影响。同时他也是以下数据库公司的创始人：Ingres，Illustra，Cohera，StreamBase Systems，Vertica，以及VoltDB。
目前，斯通布雷克是MIT的兼职教授，所参与的项目包括：Aurora，C-Store，H-Store，Morpheus，以及SciDB系统等。2015年3月25日，斯通布雷克获得图灵奖。

## 主要项目

### Postgres
Postgres是Ingres的后续项目。

### SciDB
2008年，斯通布雷克与David DeWitt以及来自于布朗大学，MIT，威斯康星大学麦迪逊分校的研究人员以创建了科学研究为应用的开源数据库SciDB。